# Distichona auriceps
Distichona auriceps är en tvåvingeart som beskrevs av Daniel William Coquillett 1904. Distichona auriceps ingår i släktet Distichona och familjen parasitflugor. Inga underarter finns listade i Catalogue of Life.